# بازی صفحه‌ای

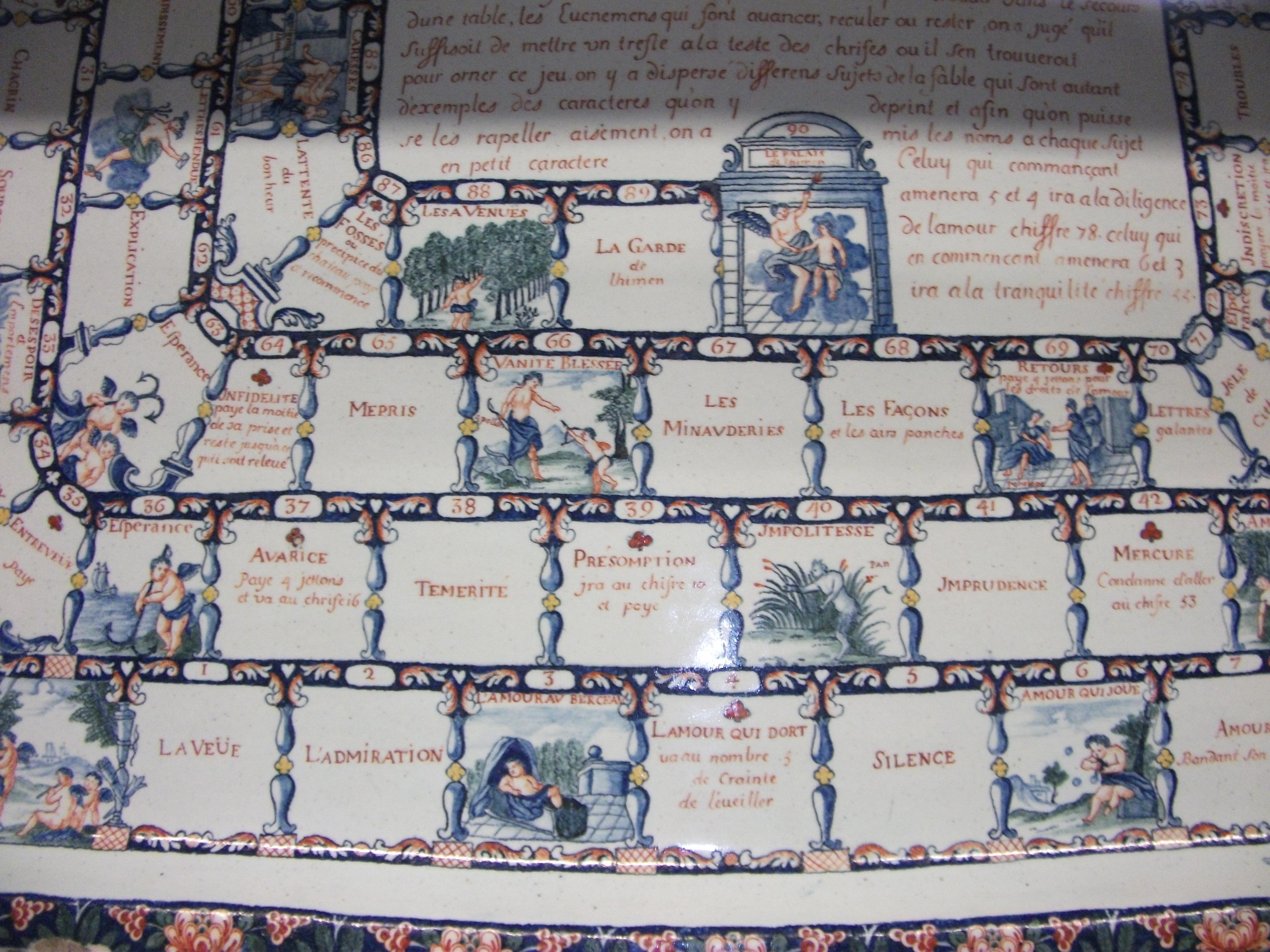
بازی تخته‌ای روی یک سینی سفالی فرانسوی، ۱۷۵۰–۱۷۲۰

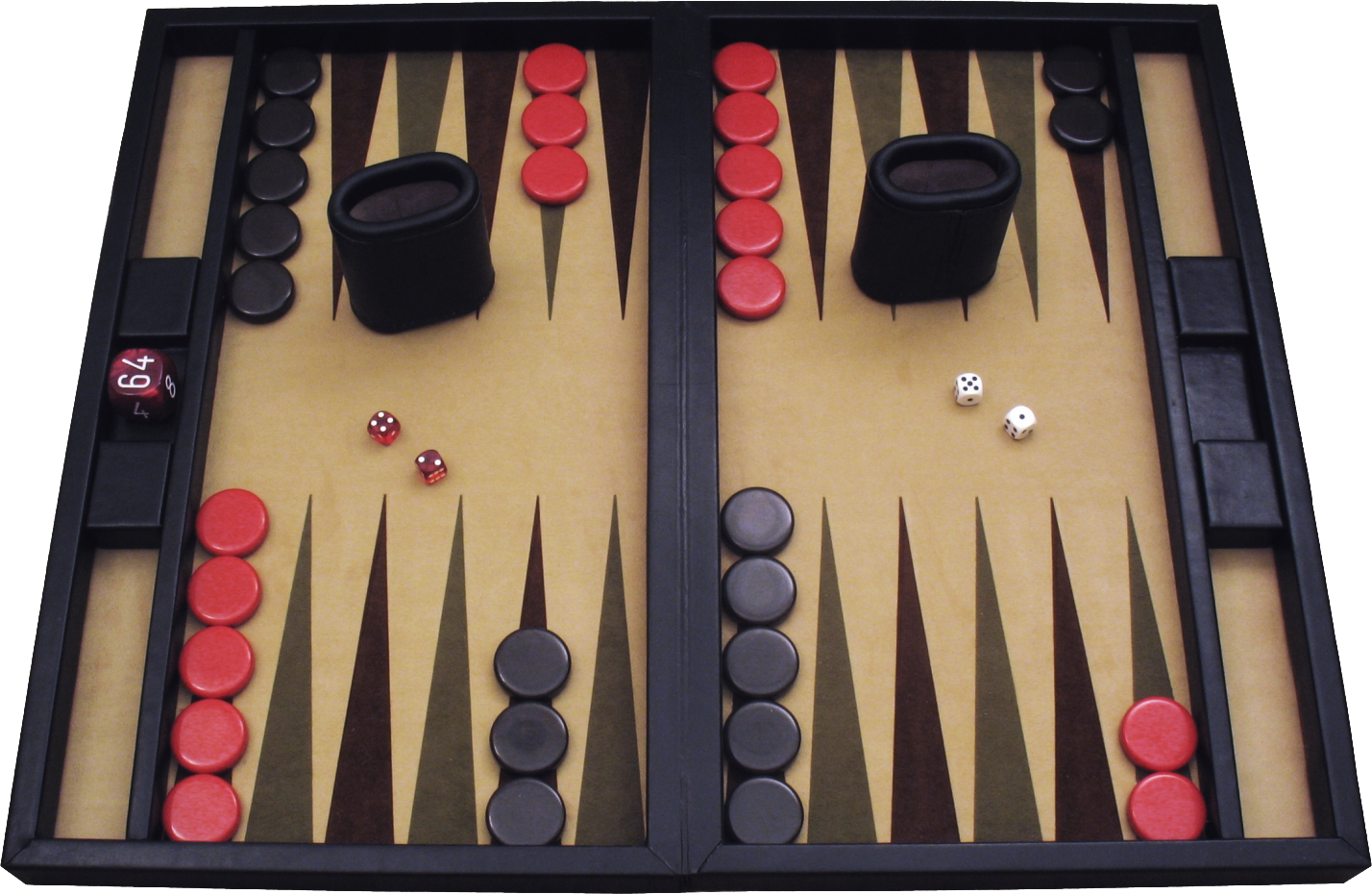
تخته نرد

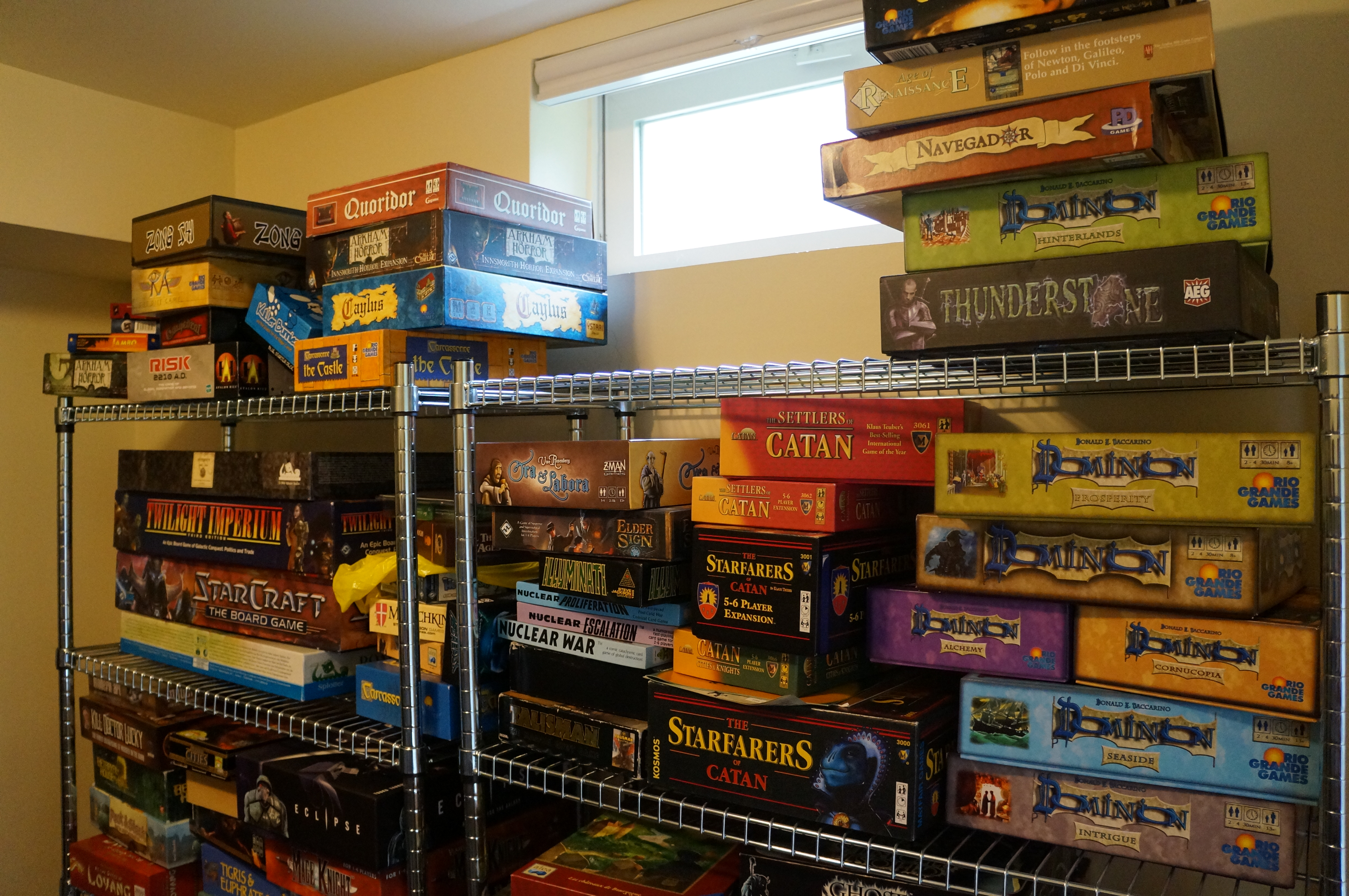
North American board games

بازی صفحه‌ای یا برد گیم (به انگلیسی: Board game)گونه‌ای از بازی‌های رومیزی است که در آن اشیای کوچکی مانند مهره‌های بازی به شیوه‌ای خاص بر روی صفحه‌ای با طراحی الگووار ویژه قرار می‌گیرند و جابه‌جا می‌شوند. این بازی‌ها ممکن است شامل اجزای دیگری نظیر تاس نیز باشند. قدیمی‌ترین کاربردهای شناخته‌شده از اصطلاح «بازی صفحه‌ای» به میان دههٔ ۱۸۴۰ تا ۱۸۵۰ میلادی بازمی‌گردد..
اگرچه وجود صفحهٔ بازی شرطی لازم و کافی برای تعریف این سبک از بازی‌ها به‌شمار می‌رود، بازی‌های کارتی که از دسته‌کارت استاندارد استفاده نمی‌کنند، و حتی بازی‌هایی که نه از کارت بهره می‌برند و نه از صفحهٔ بازی، نیز در محاوره به‌طور رایج در این دسته جای داده می‌شوند. برخی از منابع، این گونه بازی‌ها را به‌طور کلی با عنوان «بازی‌های میزی و صفحه‌ای» یا به‌سادگی «بازی‌های رومیزی» معرفی می‌کنند.‏
در این بازی‌ها مهره‌ها یا ژتون‌ها بر اساس قوانین مشخصی روی صفحهٔ بازی قرار می‌گیرند، حرکت داده می‌شوند یا از روی آن برداشته می‌شوند. گاه به همراه مهره‌ها و ژتون‌ها، تاس یا تماس‌هایی هم در بازی‌های تخته‌ای استفاده می‌شوند. این بازی‌ها ممکن است از نوع بازی‌های راهبردی مجرد باشند، یا مبنای آن بخت و اقبال باشد یا ترکیبی از این دو. معمولاً هدفی وجود دارد که بازیکن تلاش می‌کند به آن دست یابد. بازی‌های رومیزی اولیه بازنمایی نبردی بود میان دو ارتش. در بازی‌های رومیزی متأخرتر نیز هدف شکست بازیکن حریف است که ممکن است معنای آن ضربه زدن به مهره‌های حریف باشد، یا به دست آوردن یک موقعیت یا کسب امتیاز.
تاریخچه بازی رومیزی یا بازی تخته ای به بیش از ۵۰۰۰ هزار سال می‌رسد. برخی از بازی‌های یافته شده در مصر، بین‌النهرین، چین و هند یافته شده‌اند. بازی سنت، بازی مهان و بازی‌های دیگر که در بقایای یافته شده مربوط به این مناطق پیدا شده‌است.
بازی‌های رومیزی از نظر انواع و شیوه‌های بازی بسیار متفاوتند. گاهی بازنمایی یک وضعیت در زندگی واقعی هستند، مانند سرنخ و گاهی مضمون آن ارتباطی با زندگی ندارد، مانند دام. قوانین آن ممکن است بسیار ساده باشد، مانند ایکس او و دوز، یا بسیار پیچیده به نحوی که یک جهانِ بازی کامل با جزئیات فراوان خلق شود، مانند بازی سیاه‌چال‌ها و اژدهایان. مدت زمانی که برای یادگیری و به دست آوردن مهارت در یک بازی تخته‌ای لازم است نیز بر حسب نوع بازی متفاوت است. یادگرفتن یک بازی لزوماً ارتباطی به پیچیدگی قوانین ندارد، برخی بازی‌های تخته‌ای، نظیر شطرنج و گو، قوانین ساده‌ای دارند که به حالت‌های پیچیده منجر می‌شوند.
بعضی بازی‌های تخته ای فقط با شانس هستند و اصلاً به هوش خود انسان مربوط نیست مانند منچ اما بعضی بازی‌ها هستند که با استراتژیک درست خود انسان می‌توان برد مانند: شطرنج و روپولی و مونوپولی